# 링 오브 아너
링 오브 아너(Ring of Honor, 약자 ROH)는 AEW 산하의 프로레슬링 단체로, CM 펑크, 사모아 조, 브라이언 대니얼슨, 세스 롤린스, 케빈 오웬스, 세미 제인, 애덤 콜 등을 배출하며, 프로레슬링 스타 양성의 산실 역할을 해온 북미 서열 3~4위권의 프로레슬링 단체다.
2002년 2월 23일 필라델피아에서 첫 흥행을 치른 이래 미국의 북동부를 중심으로 매월 2~3회의 흥행을 하였으며, 영국과 멕시코 등지에서도 흥행을 열었다. 또한 신일본 프로레슬링이나 NOAH 등 일본 프로레스 단체들과도 교류하였다.
ROH는 기믹과 스토리라인을 중시하는 WWE나 다른 독립단체들보다 테크니컬 레슬링에 중심을 두고 있으며, 이는 코드 오브 오너라는 강제적이지 않은 규약으로 드러나고 있다. 이에 따라 경기들 자체도 대체적으로 거대 단체들에 비해 긴 경기가 많다.
HDNet과 방송국 계약을 체결하여 2009년 3월부터 주간 TV쇼가 방영되었으나 그 계약이 2011년 4월 4일을 끝으로 만료되어 ROH TV 쇼가 종영되었으나 ROH가 미국
최대의 방송그룹인 싱클레어 브로드캐스트 그룹에 매각되면서 SBG 그룹 소속의 방송 채널에서 2011년 9월 24일부터 방영이 재개되었다. 2015년 5월 28일 데스티네이션
아케리카와의 계약을 발표하고 6월 3일부터 26주간 TNA의 임팩트 레슬링과 같은 날 한시간 먼저 방영되었다가 계약이 6개월만에 종료된 후 모기업 산하 채널 중 하나인 코맷 TV에서 같은 시간에 방영을 이어가고 있다.
2022년 3월 AEW 회장인 토니 칸에 의해 인수되어 AEW의 산하 단체가 됨으로써, 마침내 인디 단체의 신분에서 벗어나게 되었다. WWE의 NXT처럼 AEW의 2군 브랜드 역할을 담당할 것으로 보인다. 과거 임팩트 레슬링이 사용하였던 플로리다 주 유니버설 스튜디오에서 주로 쇼를 진행하며, 때때로 AEW의 메인쇼인 다이너마이트가 열리기 전에 같은 장소에서 언더 카드 형태로 쇼를 진행하기도 한다. AEW와 ROH 간 로스터의 경계가 없어서, 핵심 선수들은 양쪽 브랜드 쇼를 자유롭게 오고가며 출연하고 있다.

## 코드 오브 오너
코드 오브 오너(Code of Honor)는 각본보다는 경기 자체에 중점을 두기로 한 RoH의 목표를 일종의 규칙으로 만들어 놓은 것이다. 이 규칙은 기존의 프로레슬링에서 볼 수 있는 악역의 반칙이나 난입과 같은 스포츠맨십에 어긋나는 행위를 자제하고, 경기를 치른 상대를 존중하는 자세를 표하도록 하였다. 그러나 단체의 성장에 따라 코드 오브 오너는 비강제적인 "선언"으로 바뀌었고,  ROH에서 고전적인 악역의 활동을 볼 수 있게 되었다.

## 챔피언 제도
| 타이틀                   | 챔피언을 지낸 주요 선수들                                                                                                 |     |
| RoH                      | RoH | RoH |
| ------------------------ | --- | --- |
| RoH 월드 챔피언          | CM 펑크, 사모아 조, 브라이언 대니얼슨, 세스 롤린스, 케빈 오웬스, 애덤 콜, 코디 로즈, 크리스 제리코, 클라우디오 카스타뇰리 |     |
| RoH 월드 태그팀 챔피언스 | 브리스코 브라더스, 영 벅스, 하디 보이즈, FTR, 루차 브라더스, 모터 시티 머신 건스                                          |     |
| RoH 월드 식스맨 챔피언스 | 더 킹덤, 달튼 캐슬 & 보이즈, 빌런 엔터프라이즈, 디 엘리트                                                                 |     |
| RoH 월드 텔레비전 챔피언 | 세미 제인, 애덤 콜, 로더릭 스트롱, 토마소 치암파, 보비 피시, 윌 오스프레이, 사모아 조                                     |     |
| RoH 우먼스 월드 챔피언   | ROK-C, 데오나 푸라조, 메르세데스 마르티네스, 아데나                                                                       |     |
| RoH 퓨어 챔피언          | A.J. 스타일스, 사모아 조, 브라이언 대니얼슨                                                                               |     |

- RoH 공식 홈페이지

## 같이 보기
- RoH 동창생